# Kevin Patrick Chilton
Kevin Patrick Chilton (Los Angeles, Kalifornia, 1954. november 3. –) amerikai pilóta, űrhajós, négycsillagos tábornok.

## Életpálya
1976-ban a Haditengerészeti Akadémián (USAF Academy) mérnöki diplomát kapott. 1977-ben a Columbia Egyetemen (New York) megvédte gépészmérnöki oklevelét. 1978-ban kapott repülőgép vezetői jogosítványt. Szolgálati repülőgépe az F–4 Phantom II volt. 1978-1980 között Japánban, Dél-Koreában és a Fülöp-szigeteken szolgált. Szolgálati gépe 1981-től az F–15 Eagle lett.
1982-1984 között fegyverzeti tiszt, pilóta oktató és repülési parancsnok. 1984-ben tesztpilóta kiképzésben részesült. Az F–15 és az F–4 repülőgépek különböző változatait tesztelte.
1987. június 5-től a Lyndon B. Johnson Űrközpontban részesült űrhajóskiképzésben. Kiképzett űrhajósként az Űrhajózási Hivatal megbízásából a T–38 kiképző repülőgép biztonsági tisztje. Tagja volt több (26) támogató (tanácsadó, problémamegoldó) csapatnak. Három űrszolgálata alatt összesen 29 napot, 8 órát és 22 percet (704 óra) töltött a világűrben. Űrhajós pályafutását 1998 augusztusában fejezte be. 1998-1999 között az Air Force Space Command (Nemzetközi Űrállomás (ISS) program helyettes vezetője) igazgatóhelyettese. 1999-2000 között a Beale Air Force Base (Kalifornia) parancsnoka. 2000-2002 között Washingtonban katonapolitikával foglalkozik. 2002-2004 között az US Air Force vezérkari parancsnok helyettese. 2005-2006 között a Barksdale Air Force Base parancsnoka. 2006-2007 között a Peterson Air Force Base (Colorado) – globális műhold irányító és ellenőrző hálózat – parancsnoka. 2007-től az amerikai stratégiai Parancsnokság (STRATCOM) Offutt AFB (Nebraska) vezetője.

## Űrrepülések
- STS–49, az Endeavour űrrepülőgép első repülésének pilótájaa. Az egyik legfontosabb feladat az űrrepülőgép tesztelése volt. Az 1986-ban megsemmisült Challenger űrrepülőgép pótlására megépített űrrepülőgép első útján a legénység négy űrséta  során megjavította és új hajtóművel szerelte fel az Intelsat VI (F–3) kommunikációs műholdat, amely két évvel korábban eredeti hajtóművének hibája miatt nem volt képes geoszinkron pályára állni. A szerelési munkálatok következtében a világ első hármas – és addig a valaha volt leghosszabb – űrsétájára került sor. Negyedik űrszolgálata alatt összesen 8 napot, 21 órát és 17 percet (213 óra) töltött a világűrben. 5 948 166 kilométert repült, 141 alkalommal kerülte meg a Földet.
- STS–59, az Endeavour űrrepülőgép 6. repülésének oilótája. A legénység a Space Radar Laboratory (SRL–1) platformot üzemeltetve vizsgálta az emberi civilizáció nyomait, jeleit a világűrből és ezek hatásait a természetes környezetre. Egy űrszolgálata alatt összesen 11 napot, 5 órát és 49 percet (270 óra) töltött a világűrben. 7 571 762 kilométert (4 704 875 mérföldet) repült, 183 kerülte meg a Földet.
- STS–76, a Atlantis űrrepülőgép 16. repülésének parancsnoka. A harmadik dokkoló küldetés a Mir űrállomással, 2200 kilogramm életfeltételi árút, technikai felszerelést szállítottak. Visszafelé 500 kilogramm hulladékot hoztak. Egy űrszolgálata alatt összesen 9 napot, 5 órát és 16 percet (221 óra) töltött a világűrben. 6 100 000 kilométert (3 800 000 mérföldet) repült, 145 kerülte meg a Földet.